# Luis Suárez (football, 1935)
Pour les articles homonymes, voir Luis Suárez et Suárez.
Suárez  Miramontes est un nom espagnol. Le premier nom de famille, en général paternel, est Suárez ; le second, en général maternel, souvent omis, est Miramontes.
Luis Suárez Miramontes fréquemment surnommé « Luisito », né le 2 mai 1935 à La Corogne et mort le 9 juillet 2023 à Milan, est un footballeur international espagnol des années 1950 à 1970 puis reconverti entraîneur enchaînant plusieurs courtes expériences jusque dans les années 1990.
Bien que peu médiatisé, il est jusqu'aux années 2000 l'un des joueurs espagnols au palmarès le plus étoffé et le plus varié. Vainqueur du Ballon d'or 1960, il est souvent considéré comme étant le meilleur footballeur espagnol du XXe siècle avec Alfredo Di Stéfano. Il est longtemps le seul espagnol à avoir remporté le Ballon d'or européen, seulement rejoint par Rodri en 2024.
Après avoir commencé sa carrière de joueur au Deportivo La Corogne au cours de l'exercice 1953-54, il signe au FC Barcelone dès la fin de saison. Au cours de sept saisons avec le Barça, il remporte deux titres en championnat, deux Coupes des villes de foires et deux Coupes d’Espagne notamment sous la direction d'Helenio Herrera. Il quitte la Catalogne en 1961 contre une somme record pour l’époque et devient un des premiers espagnols à s'exporter en rejoignant l’Inter Milan. Surnommé l'« Architecte », le milieu de terrain atteint son apogée dans les années 1960. En Italie, rappelé par Herrera, il remporte les deux premières Coupes des champions du club en 1964 et 1965, entrecoupé de l'Euro 1964 gagnée à domicile.
En équipe nationale, Suarez est sélectionné à partie de 1957. Sa nation déclare forfait durant le premier Championnat d'Europe 1960 et la Roja est éliminée dès le premier tour de la Coupe du monde 1962. Il fait parte de la Seleccion qui remporte son premier tournoi avec l'Euro 1964 à domicile. Lors du Mondial 1966, les Espagnols ne passent encore pas la phase de groupe. Avec l'équipe d'Espagne, Suarez dispute un ultime match en 1972 et totalise 32 sélections et quatorze buts.
Après avoir raccroché les crampons, Suárez commence une carrière d’entraîneur en Italie ; il travaille avec l’Inter, la Sampdoria, Côme et Cagliari. Retournant en Espagne pour entraîner le Deportivo pour une saison, il est ensuite désigné entraîneur de l’équipe nationale espoirs en 1980, qu’il mène au titre dans sa catégorie en 1986. Il prend ensuite les rênes de l’équipe nationale A, de 1988 à 1990, et la conduit à la Coupe du monde en Italie. Il connaît enfin des missions plus brèves, dirigeant l’Inter à deux reprises, en 1992 et en 1995, et l’Albacete Balompié en 1994, avant de prendre sa retraite d’entraîneur et d’assumer occasionnellement des fonctions de commentateur radio.

## Carrière de joueur

### Enfance et formation à La Corogne

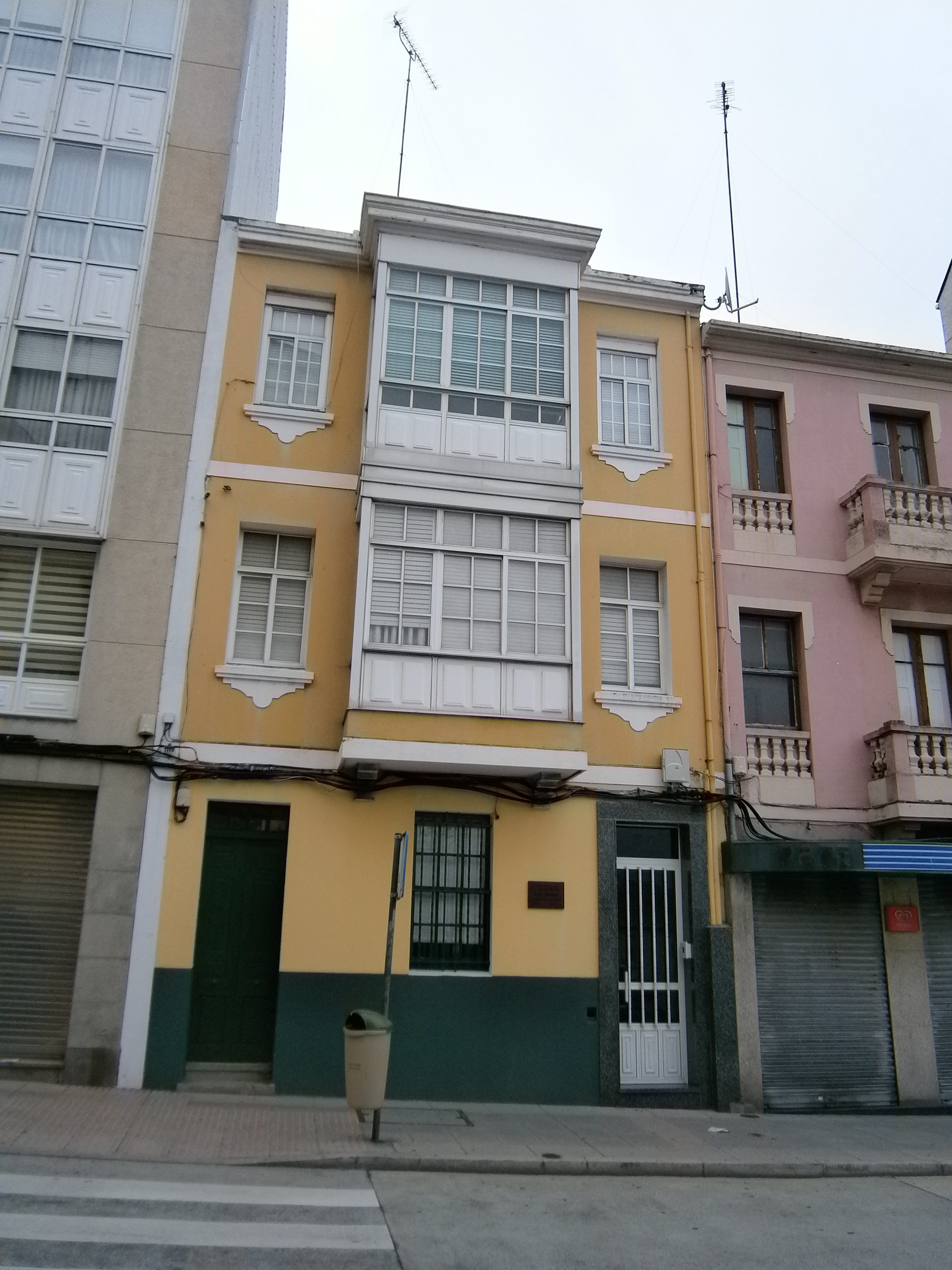
Maison où né Luis Suarez en 1935.

Luis Suárez Miramontes naît le 2 mai 1935 à La Corogne,. Fils d'un boucher de la ville, Luis Suarez voit le jour dans ce port de Galice, dans le Nord-Ouest de l'Espagne. Il parfait sa technique dans les rues de la avec des ville avec ballons faits de chiffons. Suarez passe ensuite par l'Accion Catolica San Tornas (1945-1948), Hercules CF Coruna (1948-1949) puis au Perseverancia La Corogne (1949-1951).
Engagé courant 1951 par le Deportivo La Corogne, il est prêté quelques mois à la filiale du club, le Fabril Deportivo.
Luis Suárez commence sa carrière de footballeur professionnel dans sa ville natale au cours de la saison 1953-54, au Deportivo. Ce n'est qu'après avoir fêté ses dix-huit ans que Luis peut jouer en championnat, comme le règlement l'impose. Le 6 décembre 1953, il débute en Primera division face au FC Barcelone (1-4). Après le match, la star du Barça Laszlo Kubala aurait conseillé de le recruter à la direction barcelonaise, intéressé dans une premier temps par l'attaquant du Deportivo, Dagoberto Moll. Tout juste majeur, il peine ensuite à s'imposer face à des joueurs beaucoup plus âgés et rugueux que lui. 
En fin de saison, Suarez quitte le club et le président galicien de l’époque déclare « le jeu de Suárez ne va pas au Depor, le public ne l’apprécie pas, et le vendre est un bénéfice pour tous ». Ce à quoi le joueur répond plus tard : « Il faut savoir que quand j’avais 13 ans, je jouais contre des adversaires qui en avaient 16. Quand j’en avais 16, je jouais contre des gens de 22 ans. Je souffrais d’une infériorité physique, mais j’étais beaucoup plus fort techniquement ». 

### Révélation au FC Barcelone
Déjà détenteurs de László Kubala en attaque, les dirigeants du FC Barcelone recrutent Luis Suárez Miramontes pour alimenter leur buteur au cours de l’été 1954 contre la somme de 2 millions de pesetas. En avril 1954, après une seule année professionnelle, Luis Suárez rejoint le Barça avec son coéquipier Dagoberto Moll.
Luis Suárez débute avec les Blaugrana face au Deportivo, son ancienne équipe, le jour de son dix-neuvième anniversaire, le 2 mai 1954, lors des huitièmes de finale aller de Coupe d'Espagne (victoire 4 à 0 du Barça). Il est lancé en équipe première par l'entraîneur italien du club Sandro Puppo, connu pour valoriser les jeunes joueurs. Timide, Suarez est mis à la boxe qui le rend trop bagarreur, lui valant plusieurs expulsions et suspensions avant que son intelligence ne reprenne le dessus.  Le 21 novembre 1954, il dispute son premier clasico face au Real Madrid de son Alfredo Di Stéfano, alors que les deux clubs sont premiers avec l'Athletic Bilbao après dix journées de Liga (défaite 3-0). Lors de la saison 1954-1955, il alterne entre l'équipe première et la filiale du Barça, La España Industrial le temps de soigner une blessure. Suárez inscrit son premier but en Liga le 19 décembre 1954 face à la Real Sociedad. 
À l'été 1955 il revient définitivement dans l'équipe première. Malgré une attaque redoutable, les Blaugrana doivent faire avec la domination du Real Madrid, aussi bien sur le plan domestique que continental. 
L'éclosion de Luis Suárez comme joueur de classe mondiale coïncide avec la saison 1957-1958 où est inauguré le Camp Nou, le nouveau stade du FC Barcelone. L'équipe termine cette saison à la troisième place du championnat. 
Les deux saisons suivantes sont excellentes pour le Barça mené désormais par Suárez et entouré de Kubala, Ramallets, Kocsis, Czibor ou Evaristo et maintenant entraîné par Helenio Herrera. L'entraîneur argentin est immédiatement impressionné par Suárez,. Le Barça remporte les championnats 1958-1959 et 1959-1960 durant lesquels Suárez marque respectivement quatorze et treize buts. En 1958-59, le Barça remporte également la Coupe d'Espagne, la deuxième de Suárez après celle de 1957. 
En fin d'année 1960, le Ballon d'or France Football le consacre en tant que meilleur joueur d'Europe. Atout numéro un du FC Barcelone qui met fin au règne du Real Madrid, il est à 25 ans le plus jeune lauréat de cette récente récompense. 

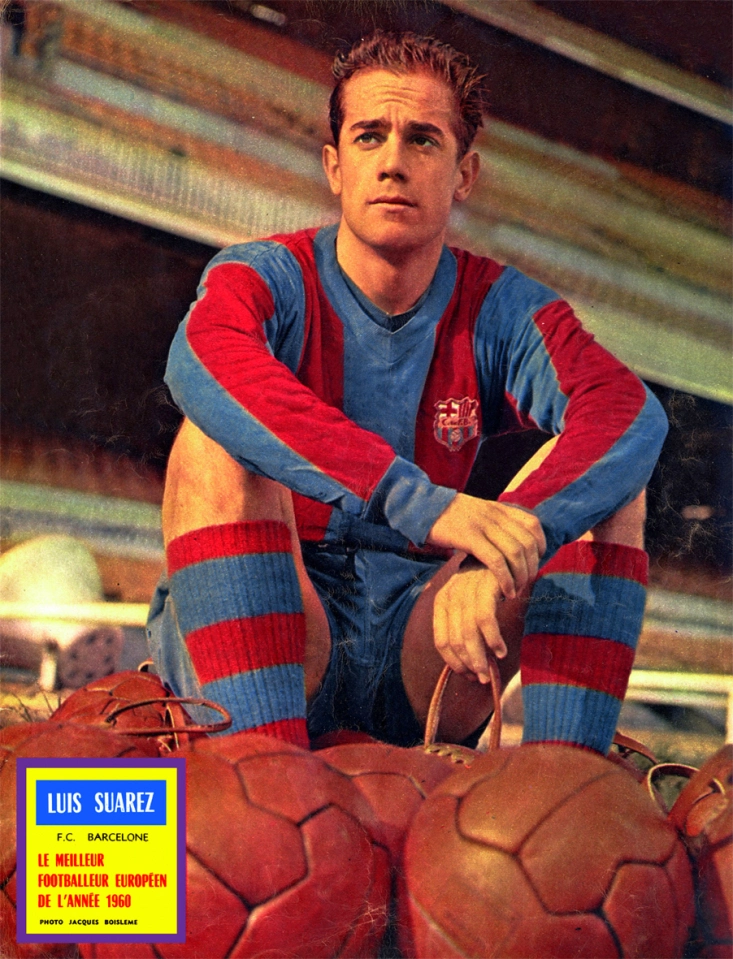
Luis Suarez en 1960 avec le maillot du Barça.

En Coupe des clubs champions européens 1960-1961, le Barça affronte son rival le Real Madrid, sacré lors des cinq premières éditions passées, qu'il élimine dès son entrée en lice en novembre 1960. La star madrilène Alfredo Di Stéfano qualifier l’international espagnol « d’architecte du football mondial ». Quelques semaines après, Luis Suárez devient le premier espagnol à remporter le Ballon d'or en devançant de grands noms du football européen tels que Puskás, Seeler, Di Stéfano et Yachine. Il marque son dernier but en Liga face au Real Madrid le 26 mars 1961 et joue son dernier match de Liga au Camp Nou avec le Barça le 9 avril face au Real Saragosse. Quelques semaines plus tard, le Barça perd finale de la Coupe d'Europe (3-2), face à Benfica à Berne.
Le Barça se trouve alors dans une situation financière précaire à la suite de la mauvaise gestion du président Francesc Miró-Sans et notamment la construction du Camp Nou. Sous la pression populaire, Miro-Sans est contraint à la démission et la direction qui lui succède décide de vendre Suarez. Contre 25 millions de pesetas – un record pour l’époque – l’Inter de Milan d'Helenio Herrera récupère Luis Suárez. Il est un des premiers espagnol à quitter le pays pour partir jouer à l’étranger.
Luisito quitte le Barça en 1961 avec 214 matchs et 112 buts en Liga à son actif.

### Dix ans à l'Inter de Milan

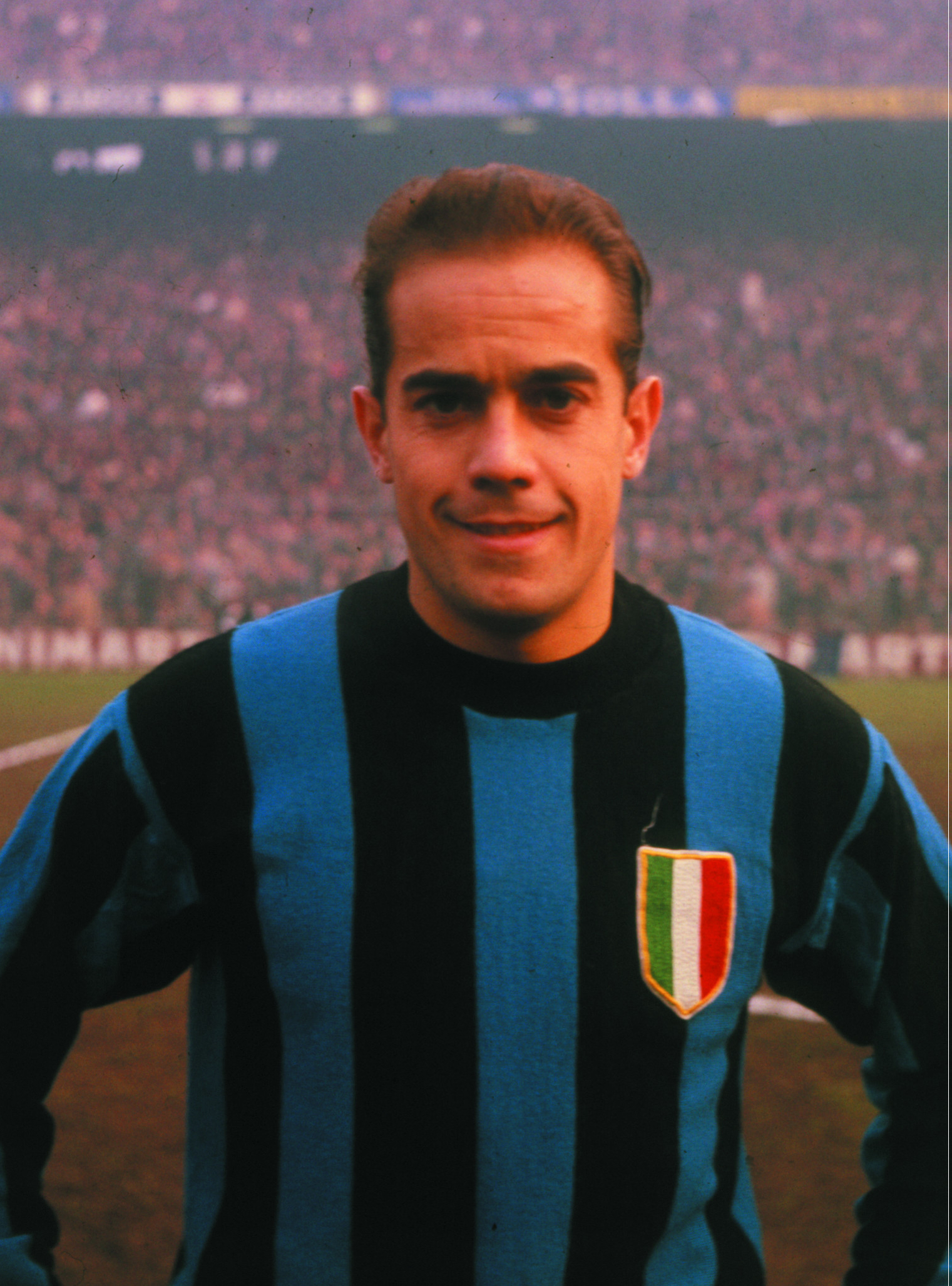
Luis Suárez Miramontes avec l'Inter.

Le 1er juin 1961, six mois après avoir reçu le Ballon d'or et le lendemain de la finale perdue de C1, Luis s'engage avec l'Inter Milan où il rejoint l'entraîneur des sacres barcelonais Helenio Herrera. Suarez déclare en 2017 : « À vrai dire, c’est lui (Helenio Herrera) qui avait fait des pieds et des mains pour me faire venir en Italie. (...) De mon côté, j’avais aussi envie d’un nouveau challenge. Après avoir réussi en Espagne, je me suis dit que je devais aussi aller réussir quelque chose de grand à l’étranger. C’était une réelle envie personnelle ». Angelo Moratti débourse 250 millions de lires, nouveau record pour le Calcio.
Le 27 août 1961, il participe à son premier match en Série A. L'Inter atomise l'Atalanta Bergame (6-0), il inscrit le dernier but milanais. Il se souvient en 2017 de son adaptation : « En Espagne, en particulier au Barça et au Real Madrid, on jouait un football très joyeux, offensif, pour aller chercher le but de façon constante. En Italie, c’était plus un football où l’intention première était d’empêcher l’équipe adverse de développer son jeu. Il fallait faire déjouer son adversaire, pour ensuite se mettre à jouer. En cela, c’était une grande nouveauté que je devais intégrer rapidement, c’était compliqué. (...) Passer d’un modèle très offensif à un jeu basé sur la défense et la contre-attaque, c’était le plus délicat. Il fallait être pragmatique ». Malheureusement quelques semaines après son arrivée, il est contraint au repos à cause d'une blessure et un genou défaillant. On commence alors à entendre du côté de San Siro "Barcelone a vendu à prix d'or un joueur cassé"[réf. nécessaire]. Luis Suárez fait taire les médisants en terminant deuxième meilleur buteur du club avec 11 buts en 27 matchs, juste derrière Hitchens.
L'Inter d'Herrera et Suárez est sacré champion de Serie A pour la première fois depuis neuf ans en 1963.
Il brandit sa première Coupe d'Europe au terme de la saison 1963-64, dominant le Real Madrid CF 3-1 en finale. L'équipe enchaîne avec le sacre en Coupe intercontinentale contre l’Independiente.
L'Inter récidive l'année suivante contre Benfica.
Les Nerazzurri atteignent à nouveau la finale de C1 en 1967, mais une blessure empêche Suárez de prendre part à la rencontre et une défaite face au Celtic FC.
Une fois à la retraite, il résumé son passage à Milan : « J'avais envie de relever le défi de voir si je pouvais réussir loin de chez moi. J'ai quitté une grande équipe à Barcelone pour rejoindre une équipe de l'Inter qui, à l'époque, n'était pas très connue en Europe. C'était génial parce que nous avons décroché de nombreux trophées et fait de l'Inter une grande équipe ».

### Fin à la Sampdoria

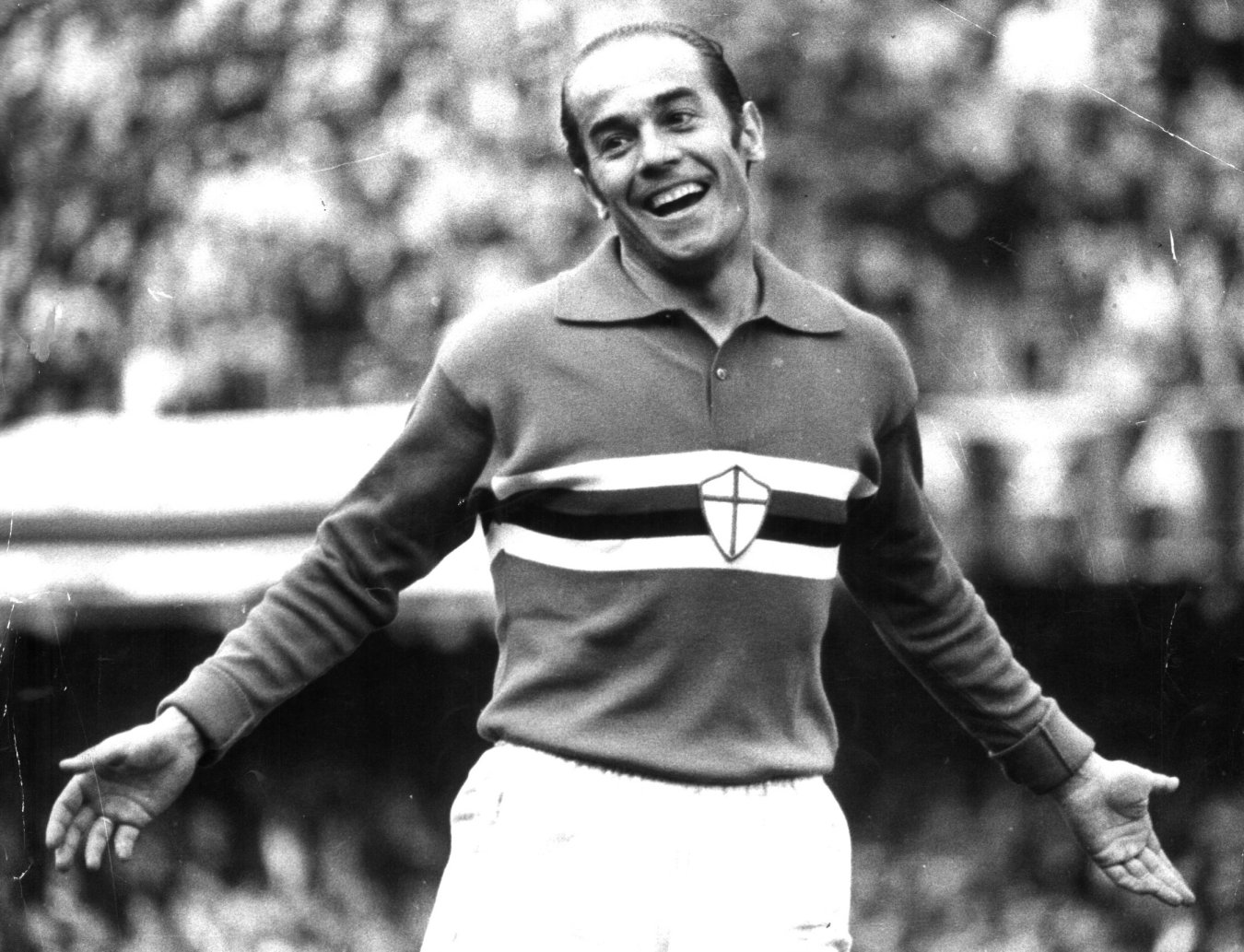
Luis Suárez Miramontes avec l'UC Sampdoria.

À l'été 1970, Suarez et l'entraîneur de l'Inter Heriberto Herrera concluent qu’il doit laisser place à la nouvelle génération. L’Inter doit s’arranger avec la Sampdoria sur un transfert, et Luis accepte de faire partie de la transaction.
Il y joue trois ans, assurant le maintien chaque année.
Suárez termine sa carrière de joueur au sein de la Sampdoria, en 1973.

## Joueur international espagnol
Le 30 janvier 1957, Luis Suarez débute en sélection espagnole face aux Pays-Bas, tout comme Alfredo Di Stéfano fraîchement naturalisé, et un succès (5-1) à 21 ans.
L'Espagne s'inscrit pour disputer la première édition de la Coupe d'Europe des nations. La formation emmenée par son ancien entraîneur au FC Barcelone Helenio Herrera compte dans ses rangs trois des meilleurs attaquants du moment : Alfredo Di Stéfano, Ballon d'or en 1957 et 1959, Luis Suárez, Ballon d'or 1960, et Francisco Gento. En huitièmes de finale, la Roja écarte sans mal la Pologne (3-0 ; 4-2), et doit affronter en quart de finale l’Union soviétique. L’Espagne refuse de se déplacer en URSS en raison de différents politiques, la forçant à déclarer forfait.

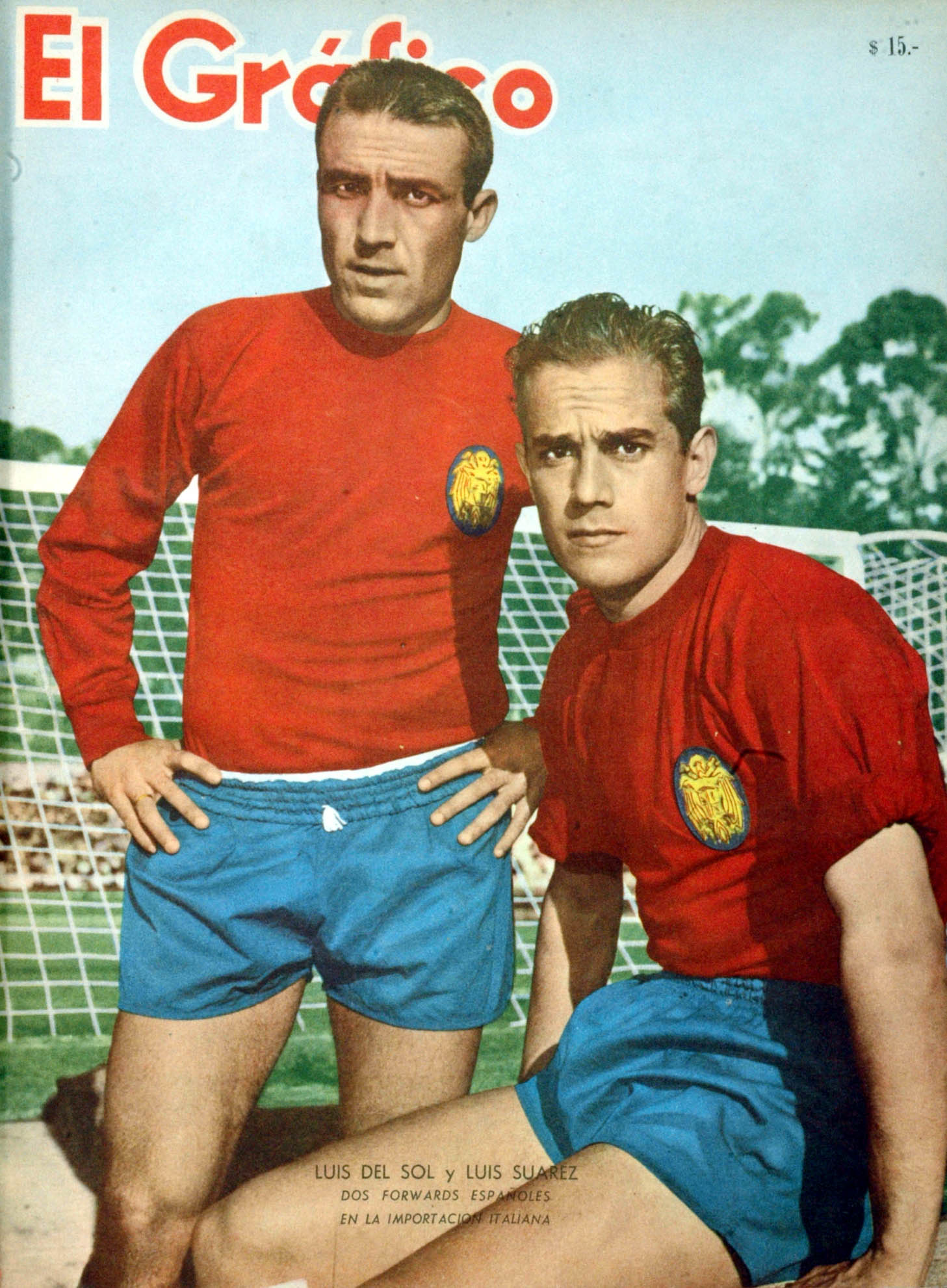
Luis Del Sol et Luis Suárez en une d'El Gráfico en 1962.

En 1962, la Roja s'envole pour la Coupe du monde au Chili sans Di Stéfano, blessé avant le tournoi. Au premier tour du Mundial, l'Espagne concède deux défaites contre les deux futurs finalistes : la Tchécoslovaquie (0-1), alors une des meilleures sélections d'Europe, et le Brésil, champion du monde en titre (1-2). Sa victoire lors du 2e match contre le Mexique (1-0) est insuffisante, la Roja est éliminée.
Le Coupe d'Europe des nations 1964 est la deuxième édition de la compétition dont la phase finale se déroule en Espagne. Déjà champion d'Europe en club avec l'Inter Milan, Suárez apporte de l'expérience à la jeune équipe d'Espagne 1964. En demi-finale, Luis Suárez à la baguette au milieu de terrain, la Roja l'emporte en prolongation contre la Hongrie. Infatigable devant un public qui scande son nom, il est le chef d'orchestre des meilleures actions du match et passeur décisif sur l'ouverture du score. Des blessures le ralentissent en seconde mi-temps et la défense espagnole cède (2-1 ap). Face à l'URSS, tenante du titre, en finale au stade Santiago Bernabéu, l'Espagne l'emporte 2-1,. Luis Suárez donne le but de la victoire à Marcelino Martínez. Le meneur de jeu de l'Espagne devient le premier joueur à remporter la Coupe des champions et le Championnat d'Europe lors de la même saison. Luis Suarez fait partie de l'équipe-type de la compétition. Suarez se souvient : « Les autres équipes d'Espagne dans lesquelles j'ai joué étaient bien meilleures que celle de 1964, mais nous n'avons jamais rien gagné. C'était une équipe plus qu'une sélection de grands joueurs ».
Luís Suárez et Gento, à 30 ans passés, sont encore de la Coupe du monde 1966, organisée en Angleterre. Après une courte défaite en ouverture face à l'Argentine 2-1, l'Espagne remporte la victoire contre la Suisse (2-1) mais s'incline à nouveau contre l'Allemagne lors de la troisième journée(2-1). La Selección est éliminée dès la phase initiale de la World Cup. Deux décennies plus tard, Suárez et son collègue del Sol sont accusés d'avoir reçu une prime de leurs clubs pour éviter de se blesser durant le Mondial.
Suite au Mondial 1966, Suarez rejoue un dernier match international six ans après, à 36 ans en 1972 en Grèce pour une rencontre amicale (0-0).
En quinze ans, Suárez dispute 32 rencontres et marque quatorze buts avec la Roja.

## Reconversion comme entraîneur

### Premières courtes expériences
Après avoir raccroché les crampons, Suárez commence sa carrière d’entraîneur en Italie. Il travaille successivement dans les équipes de jeunes du Genoa (1973-1974), puis fait son retour à l'Inter Milan (1974-1975) et rejoint ensuite Cagliari (1975-1976), Spal Ferrare (Serie B 1976-1977 - arrivé en fin de saison, il ne peut éviter la relégation) et Côme (1977-1978).
Il retournant en Espagne pour entraîner le Deportivo pour une saison en 1978-79.

### Dix ans à la tête des espoirs puis A espagnols
Suarez est désigné entraîneur de l’équipe espagnole espoirs, en 1980, une sélection qu’il mène au titre européen dans sa catégorie en 1986, après avoir été finaliste deux ans auparavant. En même temps que la responsabilité des espoirs, Suarez est nommé adjoint de la sélection A à partir de 1982 aux côtés de Miguel Muñoz. Suite à l'Euro 1988, Munoz prend sa retraite.
Suarez prend alors les rênes de l’équipe nationale senior, de septembre 1988 à avril 1991, et la conduit à la Coupe du monde en Italie. La formation de Luis Suárez termine en tête de son groupe après un match nul et vierge contre l'Uruguay suivi de deux victoires sur la Corée du Sud (3-1) et la Belgique (2-1). En huitième de finale face à la Yougoslavie, elle s'incline deux buts à un après prolongation.

### Piges pour terminer
Luis Suárez dirige à nouveau l’Inter Milan à deux reprises, en 1992 et en 1995, et l’Albacete Balompié en 1994. En janvier 1992, il remplace Corrado Orrico à l'Inter mais ne peut faire remonter l'équipe au classement, qui ne se qualifie pas pour les coupes européennes.
Il prend sa retraite d’entraîneur et assume occasionnellement des fonctions de commentateur radio. Il déclare : « Je n'ai pas été très loin comme entraîneur, j'étais meilleur sur le terrain ».
Jusqu'en 2014, Suarez est conseilleur au sein de l'Inter Milan. Il devient consultant pour Radio Barcelona.
Luis Suárez Miramontes meurt le 9 juillet 2023, à Milan à l'âge de 88 ans.

## Style de jeu
Surnommé l’« Architecte » par son célèbre compatriote Alfredo Di Stéfano, Luis Suárez évolue comme milieu de terrain décrit comme habile et inspirant mais aussi en tant qu'ailier classieux et buteur. Luis Suarez possède une vision du jeu et des qualités techniques hors norme. Son entraîneur FC Barcelone Helenio Herrera le qualifiait de « grand organisateur d'équipes » qui « vivait une vie exemplaire ». De son rôle au Barça, il l'explique : « J'étais l'organisateur. Je débutais bas mais je couvrais beaucoup de terrain et j'avais une large vision du jeu. Je pouvais changer de rythme, j'avais une bonne technique et je pouvais tirer depuis l'extérieur de la surface ». Joueur très habile techniquement capable de longues ouvertures, il lance les contre-attaques de l'Inter Milan version catenaccio d'Herrera. Joueur offensif, il est capable de redescendre pour mener le jeu.
Lors de son sacre lors du Ballon d'or 1960, la revue France Football titre ainsi : « L'autorité d'un duc, la précision d'un géomètre et la beauté d'un Apollon ». Ce trophée récompense celui décrit comme « véritable chef de file de la nouvelle vague européenne, un joueur racé qui pouvait passer pour un individualiste mais qui mettait, au contraire, tout son talent au service de la collectivité. (...) Sa vitesse, ses changements de rythme, son adresse, la puissance et la précision de sa frappe de balle lui permirent rapidement de prendre place au sommet de la hiérarchie espagnole ». 
À son décès, la Fédération espagnole de football (RFEF) rend hommage à « l’une des plus grandes légendes de notre football ». L’Inter salue un « talent unique : le numéro 10 de la Grande Inter qui a fait flotter nos couleurs aux sommets de l’Italie, de l’Europe et du monde » et salue un numéro dix qui « jouait la tête haute ».
Luis Suárez disposait de registres divers. Il était capable de récupérer des ballons en défense et, grâce à son exceptionnelle vision du jeu, de relancer l'attaque par des passes millimétrées de cinquante mètres. Il était rapide, fort et résistant physiquement. Il était doté d'une excellente frappe de balle, puissante et précise. Tout en marquant beaucoup de buts, Luis Suárez était un joueur collectif qui jouait avant tout pour l'équipe. Il était considéré comme le chef d'orchestre qui régulait le jeu. Alfredo Di Stéfano le décrit comme « le grand architecte du football mondial ».

## Statistiques

### Par saison
| Saison                | Club                     | Championnat           | Championnat | Championnat | Coupe(s) nationale(s) | Coupe(s) nationale(s) | Compétition(s) continentale(s) | Compétition(s) continentale(s) | Compétition(s) continentale(s) | Coupe intercontinentale | Coupe intercontinentale | Espagne | Espagne | Total | Total |
| Saison                | Club                     | Division              | M.          | B.          | M.                    | B.                    | Comp.                          | M.                             | B.                             | M.                      | B.                      | M.      | B.      | M.    | B.    |
| 1953-1954             | Deportivo La Corogne     | D1                    | 17          | 3           | -                     | -                     | -                              | -                              | -                              | -                       | -                       | -       | -       | 17    | 3     |
| 1954-1955             | CF Barcelone             | D1                    | 6           | 3           | 8                     | 1                     | -                              | -                              | -                              | -                       | -                       | -       | -       | 14    | 4     |
| 1954-1955             | España Industrial (prêt) | D2                    | 8           | 7           | -                     | -                     | -                              | -                              | -                              | -                       | -                       | -       | -       | 8     | 7     |
| 1955-1956             | CF Barcelone             | D1                    | 17          | 5           | 2                     | -                     | -                              | -                              | -                              | -                       | -                       | -       | -       | 19    | 5     |
| 1956-1957             | CF Barcelone             | D1                    | 21          | 13          | 2                     | -                     | -                              | -                              | -                              | -                       | -                       | 4       | 4       | 27    | 17    |
| 1957-1958             | CF Barcelone             | D1                    | 12          | 2           | 6                     | 5                     | C2                             | 3                              | 2                              | -                       | -                       | 4       | 1       | 25    | 10    |
| 1958-1959             | CF Barcelone             | D1                    | 26          | 14          | 9                     | 6                     | C2                             | 2                              | -                              | -                       | -                       | 3       | 3       | 40    | 23    |
| 1959-1960             | CF Barcelone             | D1                    | 23          | 13          | 2                     | -                     | C1+C2                          | 7+3                            | 1+0                            | -                       | -                       | 7       | 5       | 42    | 19    |
| 1960-1961             | CF Barcelone             | D1                    | 17          | 10          | -                     | -                     | C1+C2                          | 9+2                            | 4+1                            | -                       | -                       | 4       | 1       | 32    | 16    |
| Sous-total            | Sous-total               | Sous-total            | 122         | 60          | 29                    | 12                    | -                              | 26                             | 8                              | -                       | -                       | 24      | 14      | 201   | 94    |
| 1961-1962             | Inter Milan              | Serie A               | 27          | 11          | -                     | -                     | C2                             | 4                              | 4                              | -                       | -                       | 2       | -       | 33    | 15    |
| 1962-1963             | Inter Milan              | Serie A               | 29          | 8           | 1                     | -                     | -                              | -                              | -                              | -                       | -                       | -       | -       | 30    | 8     |
| 1963-1964             | Inter Milan              | Serie A               | 26+1        | 3           | -                     | -                     | C1                             | 9                              | 1                              | -                       | -                       | 3       | -       | 39    | 4     |
| 1964-1965             | Inter Milan              | Serie A               | 29          | 8           | 3                     | 1                     | C1                             | 6                              | 2                              | 3                       | -                       | -       | -       | 41    | 11    |
| 1965-1966             | Inter Milan              | Serie A               | 27          | 5           | 2                     | -                     | C1                             | 5                              | -                              | 2                       | -                       | 4       | -       | 40    | 5     |
| 1966-1967             | Inter Milan              | Serie A               | 32          | 3           | 2                     | 1                     | C1                             | 9                              | -                              | -                       | -                       | -       | -       | 43    | 4     |
| 1967-1968             | Inter Milan              | Serie A               | 29          | 2           | 9                     | 1                     | -                              | -                              | -                              | -                       | -                       | -       | -       | 38    | 3     |
| 1968-1969             | Inter Milan              | Serie A               | 29          | 1           | -                     | -                     | -                              | -                              | -                              | -                       | -                       | -       | -       | 29    | 1     |
| 1969-1970             | Inter Milan              | Serie A               | 28          | 1           | 5                     | 1                     | C2                             | 10                             | 1                              | -                       | -                       | -       | -       | 43    | 3     |
| Sous-total            | Sous-total               | Sous-total            | 256         | 42          | 22                    | 4                     | -                              | 45                             | 8                              | 5                       | -                       | 9       | 0       | 337   | 54    |
| 1970-1971             | UC Sampdoria             | Serie A               | 28          | 5           | 3                     | 2                     | -                              | -                              | -                              | -                       | -                       | -       | -       | 31    | 7     |
| 1971-1972             | UC Sampdoria             | Serie A               | 27          | 4           | 4                     | 1                     | -                              | -                              | -                              | -                       | -                       | 1       | -       | 32    | 5     |
| 1972-1973             | UC Sampdoria             | Serie A               | 8           | -           | 3                     | 1                     | -                              | -                              | -                              | -                       | -                       | -       | -       | 11    | 1     |
| Sous-total            | Sous-total               | Sous-total            | 63          | 9           | 10                    | 4                     | -                              | -                              | -                              | -                       | -                       | 1       | -       | 74    | 13    |
| Total sur la carrière | Total sur la carrière    | Total sur la carrière | 459         | 114         | 61                    | 20                    | -                              | 69                             | 16                             | 5                       | -                       | 32      | 14      | 626   | 164   |

### En équipe nationale
| Compétition     | M. | But inscrit |
| --------------- | -- | ----------- |
| Coupe du monde  | 4  | -           |
| Euro            | 2  | -           |
| qualif. Mondial | 6  | 2           |
| qualif. Euro    | 3  | 2           |
| match amical    | 17 | 10          |
| Total           | 32 | 14          |

Luis Suárez Miramontes débute en équipe d'Espagne en 1957 (21 ans) et dispute son dernier match en 1972 (36 ans), soit une carrière internationale d'une durée de quinze ans. Il dispute 32 matchs pour vingt victoires, quatre matchs nuls et huit défaite (68,75 % de succès). Suarez totalise quatorze buts internationaux.
Suárez inscrit quatre doublés internationaux mais jamais plus de deux buts en un match entre nations. Son dernier but en sélection a lieu en octobre 1960, au tiers de sa carrière internationale.
Entre 1962 et 1965, Suarez connaît sa plus longue série d'invincibilité et de succès avec six rencontres. À l'inverse, il connaît trois de ses huit défaites de suite fin 1960, toutes en amical.
| Liste des sélections de Suarez, | Liste des sélections de Suarez, | Liste des sélections de Suarez, | Liste des sélections de Suarez, | Liste des sélections de Suarez, | Liste des sélections de Suarez,      | Liste des sélections de Suarez, |
| #                               | Date                            | Lieu                            | Adversaire                      | Score                           | Compétition                          | Notes                           |
| ------------------------------- | ------------------------------- | ------------------------------- | ------------------------------- | ------------------------------- | ------------------------------------ | ------------------------------- |
| 1                               | 30 janvier 57                   | Madrid                          | Pays-Bas                        | 5-1                             | match amical (A)                     | -                               |
| 2                               | 10 mars 57                      | Madrid                          | Suisse                          | 2-2                             | Coupe du monde 1958 - qualif. Grp. 9 | 29e                             |
| 3                               | 31 mars 57                      | Bruxelles                       | Belgique                        | 5-0                             | A                                    | ,                               |
| 4                               | 8 mai 57                        | Glasgow                         | Écosse                          | 2-4                             | Coupe du monde 1958 - qualif. Grp. 9 | 19e                             |
| 5                               | 6 novembre 57                   | Madrid                          | Turquie                         | 3-0                             | A                                    | 46e                             |
| 6                               | 24 novembre 57                  | Lausanne                        | Suisse                          | 4-1                             | Coupe du monde 1958 - qualif. Grp. 9 | -                               |
| 7                               | 13 mars 58                      | Paris                           | France                          | 2-2                             | A                                    | But inscrit                     |
| 8                               | 19 mars 58                      | Francfort                       | Allemagne                       | 0-2                             | A                                    | -                               |
| 9                               | 15 octobre 58                   | Madrid                          | Irlande du Nord                 | 6-2                             | A                                    | But inscrit                     |
| 10                              | 28 février 59                   | Rome                            | Italie                          | 1-1                             | A                                    | -                               |
| 11                              | 28 juin 59                      | Katowice, Stade de Silésie      | Pologne                         | 4-2                             | Euro 1960 - 8e de finale             | 40e, 52e                        |
| 12                              | 12 octobre 59                   | Madrid, Stade Santiago-Bernabéu | Pologne                         | 3-0                             | Euro 1960 - 8e de finale             | -                               |
| 13                              | 22 novembre 59                  | Valence                         | Autriche                        | 6-3                             | A                                    | ,                               |
| 14                              | 17 décembre 59                  | Paris                           | France                          | 3-4                             | A                                    | But inscrit                     |
| 15                              | 13 mars 60                      | Barcelone                       | Italie                          | 3-1                             | A                                    | -                               |
| 16                              | 10 juillet 60                   | Lima                            | Pérou                           | 3-1                             | A                                    | ,                               |
| 17                              | 14 juillet 60                   | Santiago                        | Chili                           | 4-0                             | A                                    | -                               |
| 18                              | 17 juillet 60                   | Santiago                        | Chili                           | 4-1                             | A                                    | 46e                             |
| 19                              | 24 juillet 60                   | Buenos Aires                    | Argentine                       | 0-2                             | A                                    | -                               |
| 20                              | 26 octobre 60                   | Londres                         | Angleterre                      | 2-4                             | A                                    | ,                               |
| 21                              | 30 octobre 60                   | Vienne                          | Autriche                        | 0-3                             | A                                    | -                               |
| 22                              | 19 avril 61                     | Cardiff                         | Pays de Galles                  | 2-1                             | Coupe du monde 1962 - qualif. Grp. 9 | -                               |
| 23                              | 31 mai 62                       | Viña del Mar, Estadio Sausalito | Tchéquie                        | 0-1                             | Coupe du monde 1962 - Grp. 3         | -                               |
| 24                              | 3 juin 62                       | Viña del Mar, Estadio Sausalito | Mexique                         | 1-0                             | Coupe du monde 1962 - Grp. 3         | -                               |
| 25                              | 30 octobre 63                   | Belfast                         | Irlande du Nord                 | 1-0                             | Euro 1964 - 8e de finale retour      | -                               |
| 26                              | 17 juin 64                      | Madrid, Stade Santiago-Bernabéu | Hongrie                         | 2-1ap                           | Euro 1964 - demi-finale              | -                               |
| 27                              | 21 juin 64                      | Madrid, Stade Santiago-Bernabéu | Union soviétique                | 2-1                             | Euro 1964 - finale                   | -                               |
| 28                              | 27 octobre 65                   | Séville                         | République d'Irlande            | 4-1                             | Coupe du monde 1966 - qualif. Grp. 9 | -                               |
| 29                              | 10 novembre 65                  | Paris                           | République d'Irlande            | 1-0                             | Coupe du monde 1966 - qualif. Grp. 9 | -                               |
| 30                              | 13 juillet 66                   | Birmingham, Villa Park          | Argentine                       | 1-2                             | Coupe du monde 1966 - Grp. 2         | -                               |
| 31                              | 15 juillet 66                   | Sheffield, Hillsborough         | Suisse                          | 2-1                             | Coupe du monde 1966 - Grp. 2         | -                               |
| 32                              | 12 avril 72                     | Thessalonique                   | Grèce                           | 0-0                             | A                                    | Capitaine                       |

## Palmarès

### Palmarès de joueur

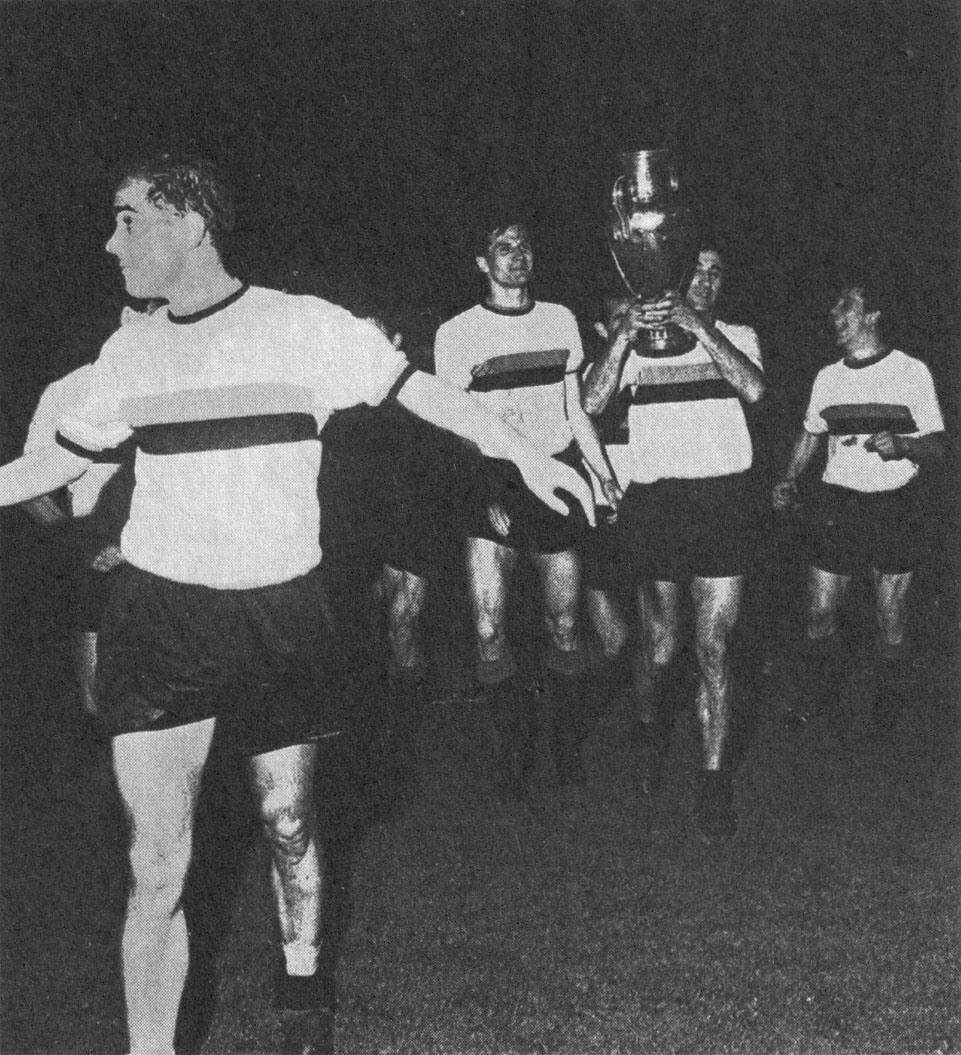
Suárez (à g.) avec ses coéquipiers Facchetti, Peiró et Bedin et la Coupe des champions 1965 toute juste remportée.

Luis Suarez remporte de nombreuses distinctions au cours de sa prestigieuse carrière de joueur. Au cours de sept saisons avec le Barça, il remporte deux titres de champion, deux Coupes des villes de foires et deux Coupes d’Espagne.
Il atteint son apogée dans les années 1960, avec une victoire en 1964 sous le maillot de la Roja lors de la phase finale à domicile du Championnat d’Europe et deux titres consécutifs en Coupe des clubs champions européens avec l’Inter Milan, en 1964 et 1965, tout comme en Coupe intercontinentale et trois Championnats d’Italie.
| Mondiaux                                                                | Continentaux | Nationaux |
| ----------------------------------------------------------------------- | --- | --- |
| - Coupe intercontinentale (2) - Vainqueur : 1964 et 1965 (Inter Milan). | - Coupe d'Europe des nations (1) - Vainqueur : 1964 (Espagne). - Coupe d'Europe des clubs champions (2) - Vainqueur : 1964 et 1965 (Inter Milan). - Finaliste : 1961 (FC Barcelone). - Coupe des villes de foires (2) - Vainqueur : 1958 et 1960 (FC Barcelone). | - Champion d'Espagne (2) - Champion : 1959 et 1960 (FC Barcelone). - Vice-champion : 1955 et 1956 (FC Barcelone). - Coupe d'Espagne (2) - Vainqueur : 1957 et 1959 (FC Barcelone). - Champion d'Italie (3) - Champion : 1963, 1965 et 1966 (Inter Milan). - Vice-champion : 1962, 1964, 1967 et 1970 (Inter Milan). |

### Distinctions personnelles
Au mois de décembre 1960, Luis Suárez devient le plus jeune joueur (25 ans) à remporter le Ballon d'or, en dominant de grands noms du football européen. Avec 51 points, il précède Ferenc Puskás (37), Uwe Seeler (33) Alfredo Di Stéfano (32) et Lev Yachine (28). S'il n'est pas le joueur le plus souvent nommé en premier position (quatre fois, contre cinq à Puskas), il bénéficie d'une meilleure représentation que ses concurrents directs (cité par seize jury sur dix-neuf). Suárez se retrouve ensuite à trois reprises sur le podium (2e en 1961 et 1964, 3e en 1965).
| Année | 1958 | 1959 | 1960 | 1961 | 1962 | 1963 | 1964 | 1965 |
| Place | 14e  | 4e   | 1er  | 2e   | 15e  | 8e   | 2e   | 3e   |

Suarez est élu Meilleur joueur du Championnat d'Europe des nations 1964.
En 2023, Luis Suarez est classé en cinquième position des cent joueurs qui ont marqué le football espagnol par So Foot.